# مطبخ الاختبار

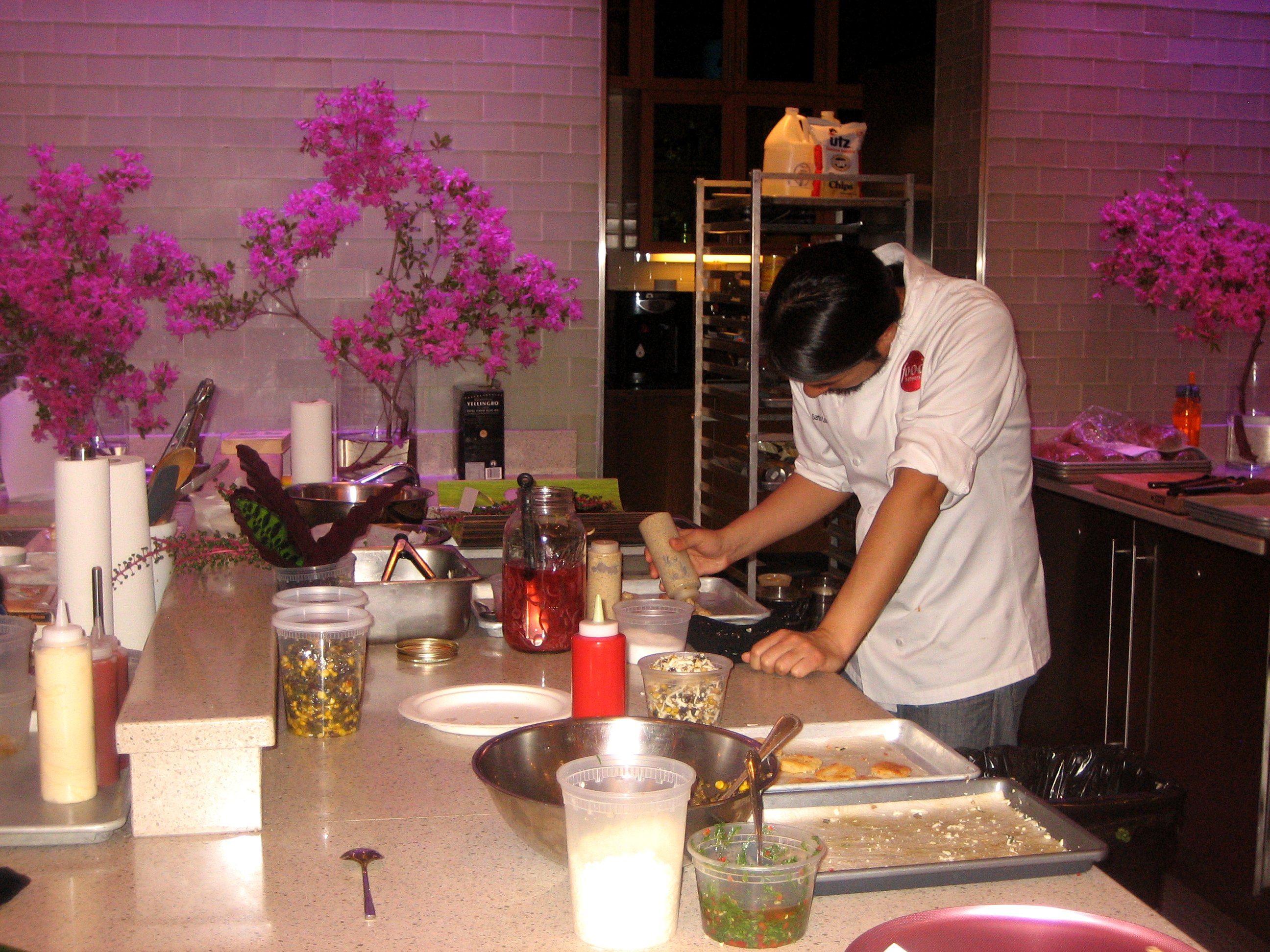
مطبخ اختبار شبكة الغذاء

مطبخ الاختبار هو مطبخ يستخدم في عملية تطوير أنواع جديدة من الطعام. على نطاق أوسع، يتم تشغيلها من قبل أقسام البحث والتطوير من الشركات الكبيرة في صناعة الأغذية. تُمتلك مطابخ الاختبار الأخرى من قبل الأفراد الذين يتمتعون بحرفة تطوير وصفات جديدة.

## الثقافة الشعبية
أعطي الأسم إلي برنامج أمريكي شهير يدعي مطبخ اختبار أمريكا (America's test kitchen)